# Котчо (озеро)
Котчо (англ. Kotcho Lake) — озеро в провинции Британская Колумбия (Канаде).
Расположено на в северо-восточной части провинции, в 150 км к востоку от Форт-Нельсон. Длина озера составляет 12 км, максимальная ширина — 8 км. Высота над уровнем моря 620 метра. Мелководно. Питание от одноимённой реки и ручьёв, сток из южной части озера по той же реке Котчо (приток реки Хей). Недра в районе озера Котчо богаты нефтью и газом.
На берегах озера произрастает белая и черная ель. В летний период на берегах озера гнездятся водоплавающие птицы — утки, гуси, лебеди, канадские казарки. На южном берегу озера расположен провинциальный парк Котчо-Лейк-Виллидж площадью 34 гектара, основанный в 1997 году.